# Михайло Андрійович (князь верейський)
Михайло Андрійович († 12 квітня 1486) — удільний князь Верейський (1432–1486), Білозерський (1432–1486) та Вишгородський (1450–1464), молодший (другий) син удільного князя можайского Андрія Дмитровича (1382—1432) і княгині Стародубської Агрипини (Горпини) Олександрівни.

## Біографія
У червні 1432 після смерті свого батька Андрія Дмитровича Михайло успадкував Верею та Білоозеро. Великий князь Московський Василь II Васильович Темний (1425—1462) цінував вірність свого двоюрідного брата, Верейського князя, але з самого початок князювання його сина Івана III на Михайла почав чинитися тиск. У 1465 він повернув великому князю кілька волостей, подарованих Василем II, і зобов'язався вважати себе молодше всіх великокнязівських братів.
У 1482 Михайло дав обіцянку, що після його смерті Білоозеро знову повернеться до московських князів. Поступливістю він не давав приводу Івану проявити свій гнів і відібрати у нього Верейський уділ. Проте Іван таки знайшов, до чого причепитися. Сталося, що у сина Михайла, Василя, були знайдені деякі речі першої дружини великого князя — Марії Тверської (Василь отримав їх у посаг за своєю дружиною). Іван III велів відібрати у нього дружинин посаг, у самого Михайла за провину сина відібрав Верейську волость. Пізніше, правда, він повернув її у вигляді дару, без права передачі в спадщину. Після смерті Михайла Верея була приєднана до Московії.
Похований у Пафнутьєво-Борівському монастирі.

## Родина
Дружина — княжна Олена Ярославна Боровська, друга дочка удільного князя Ярослава Володимировича Борівсько-Серпуховського (1388—1426) і Марії Федорівни Кошкіної-Голтяєвой.
Діти:
- Василь Михайлович Удатний († близько 1501), московський воєвода та князь Любецький
- Іван Михайлович († між 1476 і 1483)
- Анастасія Михайлівна, дружина тверського удільного князя Осипа Андрійовича Дорогобужского.

1. ↑  Kniaziowie litewsko-ruscy od końca czternastego wieku / за ред. J. Wolff — Warszawa: 1895. — С. 154.